# Mesorhaga paupercula
Mesorhaga paupercula är en tvåvingeart som beskrevs av Octave Parent 1937. Mesorhaga paupercula ingår i släktet Mesorhaga och familjen styltflugor. Inga underarter finns listade i Catalogue of Life.